# El día que Maradona conoció a Gardel
 El día que Maradona conoció a Gardel es una película argentina dramática de 1996 dirigida por Rodolfo Pagliere sobre su propio guion, escrito en colaboración con Eliseo Álvarez con el asesoramiento de Juan Carlos Cernadas Lamadrid. Es protagonizada por Alejandro Dolina, Diego Maradona, Esther Goris y Juan Carlos Puppo. Se estrenó el 17 de octubre de 1996.

## Sinopsis
En la madrugada previa a su muerte Carlos Gardel conoce a una misteriosa mujer con la que firma un pacto de inmortalidad, el cual involucra el amor eterno del pueblo hacia el, y lo atrapa en un mundo donde es joven para siempre, pero del cual no puede escapar. Tiempo después, durante los años '90, un extraño relojero (quien en realidad es el "ángel bueno" de Gardel) devela esta historia oculta a un joven editor de televisión, y juntos intentan liberar el alma del cantor recurriendo a la contrafigura del mito. Mientras realizan un peligroso viaje por Buenos Aires, se encuentran con Diego Maradona, quien los ayuda en su búsqueda.

## Reparto
- Alejandro Dolina
- Diego Maradona
- Esther Goris
- Jean Pierre Reguerraz
- Juan Carlos Puppo
- Mario López
- Ángel Rico
- Isidoro Chiodi
- Jessica Becker
- Marcos Woinski
- Osvaldo del Pino ... Guillermo Barbieri
- Pablo Zapata ... Ángel Domingo Riverol
- Andrés Suriano ... Gardel joven

## Crítica/Comentarios
Adolfo C. Martínez en La Nación opinó:

«Se basa en la originalidad de su propuesta. A veces, sin embargo, carece de la suficiente emoción que imponía esta fábula.»

Aníbal Vinelli en Clarín dijo:

«Sólo se salva Gardel…un título fallido aunque no execrable, ambicioso y dispar.»

Sergio Wolf en Film dijo:

«…hay algo de inimputabilidad por la ignorancia, por esa sucesión de alegorías –el reloj que “contiene” un secreto- y paralelismos absurdos.»

Manrupe y Portela escriben:

«Una ficción que no está mal recreada ni mal actuada.»